# Obamus
Obamus is een geslacht van uitgestorven zeediertjes uit het Ediacarium dat ruim 500 miljoen jaar geleden leefde in de bentische zone. De typesoort is Obamus coronatus. 
Fossielen van het diertje werden in 2018 ontdekt in zandsteenlagen in het Australische nationale park Flinders Ranges door paleobiologen van de Universiteit van Californië at Riverside, het South Australian Museum en het Scripps Institution of Oceanography. Het fossiele diertje werd vernoemd naar de voormalig Amerikaanse president Barack Obama.
Het dier was vijf tot twintig millimeter in doorsnee, had een torusvormig, door boogvormige spiraliserende groeven doorsneden, uiterlijk en bleef mogelijk zijn hele leven op één plek.